# Francesco De Gregori
Francesco De Gregori (Roma, 4 aprile 1951) è un cantautore e musicista italiano.
Fra i più importanti e popolari cantautori italiani, nelle sue canzoni si incontrano musicalmente sonorità varie, dal rock alla canzone d'autore, con a volte riferimenti anche alla musica popolare, mentre nelle liriche c'è un ampio uso della sinestesia e della metafora, spesso di non immediata interpretazione, con passaggi di ispirazione intimista, letterario-poetica ed etico-politica in cui trovano spazio riferimenti all'attualità e alla storia.
È spesso definito cantautore e poeta, sebbene egli preferisca essere identificato semplicemente come "artista". È inoltre uno tra gli artisti con il maggior numero di riconoscimenti da parte del Club Tenco, con sei Targhe Tenco e un Premio Le parole della musica.

## Biografia
Figlio del bibliotecario Giorgio e dell'insegnante di lettere Rita Grechi, ricevette il nome di battesimo in memoria di Francesco De Gregori, suo zio paterno, ufficiale degli Alpini e successivamente partigiano vicecomandante delle Brigate Osoppo, ucciso a Porzûs nel 1945 dai partigiani comunisti delle Brigate Garibaldi.
Per via della professione del padre, crebbe a Pescara fino circa ai dieci anni per poi tornare a Roma; frequentò il liceo classico Virgilio e poi tutto un corso universitario senza però laurearsi, completando gli esami e concordando la tesi di laurea con Renzo De Felice, senza però terminarla. A 15 anni, nel 1966, insieme a suo padre e a suo fratello Luigi (anche lui futuro cantautore, che sceglierà, poi, di farsi chiamare artisticamente con il cognome materno, quindi Luigi Grechi), di sette anni più anziano, si recò a Firenze per prestare soccorso alla popolazione colpita dall'alluvione.
Il 1966 fu anche l'anno in cui iniziò a suonare la chitarra (il primo brano che imparò a suonare fu Il ragazzo della via Gluck di Celentano); la sua prima composizione originale, sempre di quel periodo, è un brano che racconta la storia di un disoccupato che sale sul Colosseo per avere un lavoro, ma scivola e muore.

### Gli inizi: il Folkstudio

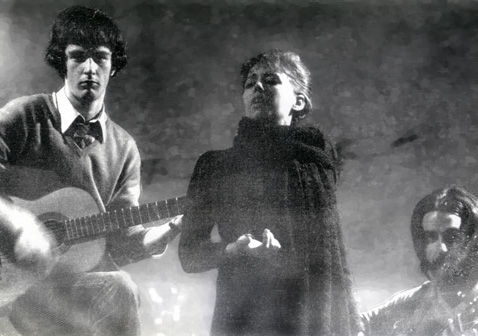
Francesco De Gregori, Caterina Bueno e Antonio De Rose durante un concerto nel 1971

È grazie al fratello che il giovane Francesco inizia a esibirsi in pubblico: Luigi infatti, con il nome d'arte di Ludwig, suona ogni settimana al Folkstudio, presentando canzoni tradizionali statunitensi e propri brani. Un giorno, agli inizi del 1969, Francesco fece ascoltare al fratello una canzone che aveva appena scritto, intitolata Buonanotte Nina, i cui accordi erano presi da una canzone di Fabrizio De André ma eseguiti nella sequenza inversa. Luigi la imparò e la cantò al Folkstudio con successo (anni dopo la inciderà nel suo primo LP, Accusato di libertà), per cui propose al fratello di cantarla la domenica successiva, cosa che Francesco fece.
Al Folkstudio De Gregori conosce molti musicisti, tra cui Caterina Bueno, Antonello Venditti, Mimmo Locasciulli, Giovanna Marinuzzi (con la quale avrà un breve flirt citato anni dopo nella canzone Niente da capire), Ernesto Bassignano, Edoardo De Angelis e Giorgio Lo Cascio.
Per un breve periodo dà vita, insieme a quest'ultimo, a un duo - Francesco e Giorgio - che per molti versi si rifà a Simon & Garfunkel; il loro repertorio comprende canzoni di Bob Dylan e Leonard Cohen.
Sempre con Lo Cascio e con la collaborazione di Antonello Venditti ed Ernesto Bassignano, Francesco si esibisce al Folkstudio in uno spazio del programma denominato "I giovani del folk"; la stessa sigla verrà poi usata dai quattro per le esibizioni nel resto d'Italia. Il quartetto è ricordato anche da Antonello Venditti nei celebri versi "Io mi ricordo quattro ragazzi con la chitarra, e un pianoforte sulla spalla" che aprono la canzone Notte prima degli esami.
Suonando al Folkstudio, De Gregori conosce Caterina Bueno, alla quale anni dopo dedicherà la canzone Caterina (contenuta nell'LP Titanic); la cantante toscana cerca un chitarrista per quell'estate e Giovanna Marini le propone proprio De Gregori, che accetta; ne nasce la prima tournée del giovane cantante romano in Toscana. Degno di nota è il fatto che la Bueno stessa insistesse per dividere la paga di ogni concerto in tre tra lei e i suoi due chitarristi.
La prima recensione di un concerto di De Gregori fu quella successiva a una sua esibizione al Folkstudio il 23 maggio 1971 e fu caratterizzata da un vistoso errore nella trascrizione del titolo della canzone Signora Aquilone, che divenne nell'articolo La signora Piloni, provocando l'ira del giovane cantante.

#### Theorius Campuscon Antonello Venditti

Giorgio Lo Cascio, Francesco De Gregori e Antonello Venditti in sala d'incisione

Alla fine del 1971 De Gregori e Lo Cascio ottengono un'audizione con la It di Vincenzo Micocci: sono indirizzati a questa etichetta da Giovanna Marini, alla quale avevano chiesto di metterli in contatto con I dischi del sole (cosa non possibile per il repertorio della casa discografica, molto politicizzato rispetto a quello dei due cantautori).
Durante il provino realizzano una lacca con quattro canzoni: Il partigiano (cover in italiano di The partisan di Leonard Cohen) e Dolce signora che bruci cantate insieme, Ho cercato di dirti cantata da Lo Cascio e Signora Aquilone cantata da De Gregori, e Micocci, colpito dai brani, propone loro un contratto discografico. Da ricordare che la versione incisa in quest'occasione di Signora Aquilone presenta il testo originale, così come veniva cantato da De Gregori dal vivo, e cioè con il verso «lui mi disse "fratello, è cattivo come Dio» che verrà cambiato in «è antico come Dio».
Ma, ancora prima di iniziare, il sodalizio artistico si scioglie: come racconta lo stesso Lo Cascio nel suo volume su De Gregori, i due avevano alcune divergenze sulla realizzazione degli arrangiamenti, però il pretesto per la separazione fu un viaggio premio in Ungheria (ottenuto come retribuzione per la registrazione di uno special televisivo magiaro realizzato a casa di Nanni Loy), a cui Lo Cascio rinuncia (perché in quel periodo sta organizzando il matrimonio); De Gregori propone il viaggio ad Antonello Venditti (che ha anche lui firmato con la It all'insaputa dei due amici) che accetta, e durante il viaggio i due decidono di costituire un duo (scrivendo insieme la canzone In mezzo alla città), e realizzano l'album Theorius Campus, pubblicato nel giugno del 1972, in cui De Gregori include una canzone, La casa del pazzo, con la musica scritta da Lo Cascio.
Il titolo del disco è in realtà anche il nome del duo (non essendo presenti sulla copertina i nomi dei due cantautori): esso raccoglie alcuni brani già presentati al Folkstudio, tra i quali Signora aquilone e Dolce signora che bruci di De Gregori, La casa del pazzo di De Gregori/Lo Cascio, Roma capoccia, Sora Rosa e Ciao uomo di Venditti. L'album è stato ristampato negli anni successivi anche con il nome di Roma capoccia.

Antonello Venditti, Simona Izzo, Francesco De Gregori e Riccardo Cocciante durante le prove di Racconto (1973)

Ancora prima del proprio debutto ufficiale, De Gregori aveva debuttato su disco come musicista suonando l'armonica a bocca e la sua chitarra Eko Ranger 12 corde; inoltre aveva collaborato fattivamente con il gruppo Capitolo 6 scrivendo insieme a Edoardo De Angelis i testi del loro unico disco, Frutti per Kagua. Con De Angelis collaborerà anche in seguito, sia per i suoi primi due album da solista (Alice non lo sa e Francesco De Gregori) sia per il lancio dei giovani colleghi della It come Amedeo Minghi, per il quale scrivono alcuni testi, altri sono di Carla Vistarini, dell'album di debutto del 1973 (Amedeo Minghi). Assieme a Minghi scrivono anche Il mio mondo, il mio giardino per Marisa Sannia. Sono questi gli anni in cui avviene il primo incontro di persona con Lucio Dalla.
(Francesco De Gregori, Mi puoi leggere fino a tardi)
Poco prima di diventare famoso nel mondo della musica viene contattato da Paolo Pietrangeli per recitare la parte del protagonista in Roma, ma viene poi rifiutato dopo un provino dal regista, Federico Fellini, che cercava un attore non troppo alto e bruno di capelli.

### L'esordio solista e gli anni settanta
Spinto dai meccanismi della promozione musicale (perché l'idea fu, in effetti, del cantautore), partecipa alla popolare manifestazione Un Disco per l'Estate con la canzone Alice, classificandosi all'ultimo posto: l'operazione però dà i suoi frutti e permette al suo disco d'esordio di avere una minima visibilità. Alice non lo sa è quindi il titolo del primo album da solista di De Gregori, che esce nel 1973.
È un disco molto discusso dalla critica per la sua vena ermetica. Il De Gregori di questo esordio appare come una presenza fragile (rappresentata fra l'altro da un modo di cantare ancora delicato e sognante) ma partecipe delle emozioni che lo coinvolgono.
La voce flebile e insieme penetrante intona parole sfuggenti ma al contempo evocative: la storia del XX secolo sembra far da sfondo tanto alle canzoni che più espressamente fanno a essa riferimento (1940 e più ancora Saigon), quanto alle canzoni di carattere più esistenziale (La casa di Hilde). De Gregori inizia, poi, a utilizzare uno dei suoi cliché più riusciti, il ritratto femminile (Alice, Irene). Un album molto particolare, musicalmente leggero e insieme complesso, che però non trova consenso tra il pubblico.
Dalla IT, De Gregori passa alla Casa madre RCA Italiana (con un contratto da 300 000 lire al mese), che pubblica l'album seguente, semplicemente intitolato Francesco De Gregori. All'assenza di un titolo specifico, si è spesso sopperito riferendosi a esso come all'album della pecora. La copertina (opera di Gordon Fagetter, batterista dei Cyan Three e primo marito di Patty Pravo) ritrae infatti un tipico agnello pasquale con le gambe raccolte a reggere un lungo bastone, che reca in cima, ben visibili, le iniziali di Francesco De Gregori.

Francesco De Gregori durante un'esibizione nel 1974 a "Adesso musica. Classica, leggera, pop"

Il disco continua a presentare, sulla linea del precedente, testi estremamente complessi e introspettivi, essendo nel contempo ancora più sperimentale, mentre gli arrangiamenti risultano più curati. Nonostante ciò, De Gregori considerava all'epoca questo il suo disco peggiore: «Dopo aver firmato il contratto con la RCA, siamo nel '74, feci il disco con la Pecora, che secondo me è il disco più brutto che ho fatto».

#### Il successo

Esibizione alla discoteca Taro Taro di Collecchio

Il grande successo arriva con Rimmel del 1975, uno dei dischi più venduti del decennio, contenente tra gli altri l'omonimo Rimmel, Pablo (scritta insieme a Lucio Dalla), Quattro cani e Pezzi di vetro.

Al disco collabora Renzo Zenobi (presente anche nei due long playing precedenti), che cura diverse parti solistiche di chitarra; così De Gregori racconta la collaborazione:
Nello stesso anno, De Gregori produce l'album di debutto di Zenobi, A Silvia.
Nel frattempo, nel corso del 1974, aveva intrapreso una collaborazione con Fabrizio De André (conosciuto dopo che il cantautore genovese aveva ascoltato al Folkstudio De Gregori cantare La cacca di Piero, una parodia della celebre La guerra di Piero), prima per la traduzione di Desolation Row di Bob Dylan (incisa dal cantautore genovese nel suo album Canzoni, con De Gregori stesso tra i musicisti), quindi per la realizzazione del successivo Vol. 8, con brani inediti in parte scritti in tandem. Per l'occasione De Gregori trascorre un periodo in Gallura, ospite nella villa del collega. De André registra, primo fra i due, il brano Le storie di ieri (precedentemente scartata dall'artista romano, quindi ripresa per Rimmel), mentre dal lavoro a due nascono canzoni come Oceano (che sarebbe l'enigmatica risposta di De Gregori al perché Alice guarda i gatti, domanda che gli era stata fatta dal figlio di De André, Cristiano), La cattiva strada, Dolce Luna e Canzone per l'estate.

Francesco De Gregori con Ivan Graziani e Mario Scotti negli studi della RCA durante le registrazioni di Bufalo Bill

Nelle note riportate in occasione dell'uscita dell'album Amore nel pomeriggio, nel 2001, De Gregori ha raccontato come la collaborazione con Fabrizio De André (scomparso da due anni al momento dell'uscita del disco) fosse abbastanza singolare: i due non si incontravano quasi mai perché mentre De Gregori lavorava all'album di giorno, De André, alzandosi molto tardi, faceva la sua parte nottetempo.
Alla fine del 1975 De Gregori, assieme a Claudio Baglioni, si rende protagonista di un breve concerto improvvisato nella piazza romana del Pantheon, durante il quale suonano pezzi di repertorio vario (dai Beatles a Bob Dylan, a Simon and Garfunkel), con le custodie delle chitarre aperte nella piazza, gremita di turisti. Vistisi quasi del tutto ignorati dai passanti, provano a eseguire pezzi del proprio repertorio, ma il risultato non cambia. Commentando l'episodio, e sottolineando la delusione provata, Baglioni dichiarerà più tardi: «A me ci vollero un paio di giorni per riprendermi, a Francesco, che è più vanitoso, almeno un paio di settimane».
A Rimmel segue Bufalo Bill (1976), album in cui prosegue la collaborazione con Dalla (coautore della musica di Giovane esploratore Tobia) e in cui partecipa Ivan Graziani (non accreditato in copertina), alla chitarra nella title track.

#### La contestazione al Palalido di Milano
Nella primavera del 1976 De Gregori intraprese una nuova tournée, che partì da Pavia il 1º aprile; la seconda tappa era in previsione il giorno successivo al Palalido di Milano con due concerti, uno pomeridiano e uno serale; nel corso di quest'ultimo alcuni ragazzi appartenenti ai collettivi politici studenteschi — tra cui Gianni Muciaccia, leader e bassista del gruppo musicale Kaos Rock, e Nicoletta Bocca, figlia del giornalista Giorgio Bocca — salirono a più riprese sul palco, interrompendo il concerto, per leggere al pubblico un comunicato contro l'arresto, avvenuto a Padova, di un militante della sinistra extraparlamentare, e per contestare il cantante, accusandolo di autoproclamarsi di sinistra e al contempo di praticare uno stile di vita lussuoso e strumentalizzare i temi cari alla sinistra per arricchirsi.
Dopo avere eseguito sottotono e di malavoglia qualche altra canzone, alle 22:30 De Gregori, secondo la ricostruzione di Mario Luzzatto Fegiz sul Corriere della Sera, chiuse l'esibizione, ma i contestatori, minacciando ulteriori tumulti, lo spinsero con una pistola a tornare sul palco ed a rispondere in pubblico alle loro domande. De Gregori fu sottoposto a una lunga serie di domande e accuse, in cui gli vennero dette frasi come «Quanto hai preso stasera?», «Suicidati come Majakovskij», «Se sei un compagno, non a parole ma a fatti, lascia qui l'incasso», «Vai a fare l'operaio e suona la sera a casa tua». Dopo circa venti minuti di "interrogatorio", in un clima definito di «delirante farsa», la polizia fece irruzione nel Palalido e lanciò fumogeni, disperdendo i contestatori. De Gregori disse: «Non canterò mai più in pubblico. Stasera mancava solo l'olio di ricino, poi la scena sarebbe stata completa».
In una lettera a Muzak dell'aprile 1976, riferendosi all'accaduto, De Gregori scrisse che i suoi contestatori, a suo giudizio, avevano commesso «un grave errore politico [...] che non può che consolidare l'universo musicale consueto, ricaccia a destra autori e gruppi potenzialmente disponibili a iniziative di sinistra, incentiva i concerti a tremila lire» — il prezzo dei concerti di quella tournée di De Gregori si aggirava tra le 1 000 e le 1 500 lire — «gli schieramenti polizieschi e i servizi d'ordine privati presi a nolo dai grossi impresari», aggiungendo che manifestazioni come quella di cui fu fatto oggetto «fanno oggettivamente il gioco della cultura del potere e della musica tranquillizzante», oltreché essere strumentalizzati dalla stampa scandalistica e cosiddetta «indipendente». Riguardo infine al suo stile musicale, affermò che «sarebbe demagogico … scrivere canzoni, ad esempio, come Ivan Della Mea o Paolo Pietrangeli, autori che peraltro stimo e rispetto». Più tardi, nel 1990, in un'intervista a Ciao 2001, De Gregori disse di avere «la sensazione che quei ragazzi (…) in realtà mi amassero (…) loro erano i fuochisti della nave (…) erano i diseredati. E io ero e sono dalla loro parte».
All'episodio di Milano si ispirarono diversi cantautori, a partire da Roberto Vecchioni con la pressoché contemporanea Vaudeville (Ultimo mondo cannibale) (1977) («E spararono al cantautore / in una notte di gioventù / gli spararono per amore /per non farlo cantare più / gli spararono perché era bello / ricordarselo com'era prima / alternativo, autoridotto / fuori dall'ottica del sistema»); nel 1987 fu Edoardo Bennato a rievocare il clima di quella serata e di tutto quel periodo, in Era una festa (dall'album OK Italia): («Francesco forse non se lo aspettava / vedeva intorno a sé solo ragazzi come lui / gli dicono "Compagno sei in errore / la tua avventura adesso si conclude / noi invece andiamo avanti e non ci fermeremo mai»). Anche Luciano Ligabue, nella canzone Nel tempo, (dall'album Arrivederci, mostro! del 2010) cita l'accaduto («C'ero nel settantasette / a mio modo e col mio passo, / il processo a De Gregori…»).
Nonostante il paventato ritiro, già nell'autunno del 1976 De Gregori tornò sul palco per una serie di concerti, tenendo un basso profilo: un mini-tour nell'Italia di provincia a Palermo, Caltanissetta, Siracusa, Teramo e La Spezia tra novembre e dicembre con una formazione rinnovata che vedeva Michele Ascolese alle chitarre, suo fratello Gianpaolo alla batteria, Peppe Caporello alle tastiere e Fabrizio Cecca al basso. Terminato tale tour, De Gregori si prese un anno intero di lontananza dalle scene.

#### La ripresa artistica e la collaborazione con Lucio Dalla

Lilli Greco e Francesco De Gregori nel 1978

Il 10 marzo 1978 si sposa con Alessandra Francesca Gobbi, sua compagna di liceo (testimone di nozze l'allora segretario FGCI Walter Veltroni), e pochi mesi dopo nascono i due gemelli Marco e Federico. In quell'anno torna sulla scena con il riuscito De Gregori, album contenente la famosa canzone Generale. L'8 luglio dello stesso anno, in occasione della promozione del disco, De Gregori tiene allo Stadio Flaminio di Roma un concerto con Lucio Dalla, organizzato proprio da Walter Veltroni che riscuote successo con ben quarantamila spettatori presenti, e fa da preludio alla fortunata tournée che i due artisti terranno l'anno successivo.

Lucio Dalla e Francesco De Gregori presentano Ma come fanno i marinai

Nel dicembre del 1978 De Gregori e Dalla pubblicano il 45 giri Ma come fanno i marinai. Il brano, anche firmato assieme, sarebbe nato in modo abbastanza casuale, come racconta il cantautore romano: «La canzone, forse la gente non ci crede, è nata a pranzo, quando, dopo il caffè, ci siamo messi a suonare insieme».
A esso fa seguito qualche mese dopo Banana Republic, imponente tournée (prontamente documentata da un film e da un disco con 500 000 copie vendute) che i due cantautori, accompagnati dalle rispettive band abituali e con azzeccati duetti, tengono nell'estate del 1979 registrando il tutto esaurito negli stadi e palasport italiani, all'insegna di una rinnovata stagione della musica dal vivo nella penisola. Il grande successo del tour derivava dal fatto che per la prima volta la musica d'autore sbarcava negli stadi, misurandosi direttamente con il grande pubblico; il seguito popolare che ne derivò, infatti, fu senza precedenti per la musica italiana, rivoluzionando il modo stesso di intendere il rapporto tra cantautore e pubblico, facendo di Dalla e De Gregori una sorta di primissime e "atipiche" rockstars.
In questo senso i due artisti anticiparono sia le oceaniche adunate nei concerti di Claudio Baglioni, sia le grandi kermesse di rocker nostrani, quali Vasco Rossi e Ligabue. Il disco live presenta dieci canzoni, alcune cantate singolarmente, altre in coppia. Il brano d'apertura, Banana Republic, è la cover di una canzone americana di Steve Goodman, riadattata in italiano da De Gregori. Altra cover del disco è la canzone di Paolo Conte Un gelato al limon, pubblicata lo stesso anno dal cantautore astigiano e riadattata dal duo in una strana e divertente versione ritmica, assai vicina alle sonorità rock.
C'è anche spazio per intonare l'inizio di Addio mia bella Napoli, canzone napoletana cantata tra gli altri dal tenore Enrico Caruso, prima di concludere con la già citata Ma come fanno i marinai. Dalla partecipa anche all'album Viva l'Italia del 1979, che De Gregori pubblica in autunno, e che si fa forte dell'omonima canzone, destinata a diventare una delle più celebri del cantautore. Nel 1980 la collaborazione tra i due cantautori ha un'appendice: collaborano infatti all'album Una città per cantare di Ron, sia scrivendo con il cantautore pavese alcune canzoni (di De Gregori sono il testo di Nel deserto e l'intero brano Mannaggia alla musica), sia cantando insieme nell'ultima strofa della title-track. Dopodiché i due si allontanano, fatta eccezione per un'incursione di Dalla a un concerto di De Gregori al palasport di Torino il giorno del compleanno del cantautore bolognese.

### Gli anni ottanta
Nel 1980 De Gregori ha la sua unica esperienza (solamente come autore) al Festival di Sanremo: scrive infatti il testo di Mariù, su musica di Ron, che viene presentata alla manifestazione da Gianni Morandi e che si posiziona al quarto posto.

#### I successi diTitaniceLa donna cannone
Dopo una pausa di quasi tre anni torna sul mercato nel 1982 con l'album Titanic, a cui segue il successo del mini-LP La donna cannone, uscito l'anno successivo e contenente tre brani composti per il film Flirt di Roberto Russo, con Monica Vitti (si tratta della title track e degli strumentali Flirt #1 e Flirt #2).
Ormai annoverato da critica e pubblico tra i maggiori cantautori italiani e soprannominato "Il Principe", prosegue la sua carriera negli anni successivi pubblicando lavori come Scacchi e tarocchi (1985) - che vede la collaborazione con Ivano Fossati e che comprende il noto brano La storia (inciso l'anno precedente da Gianni Morandi) e A Pa', dedicato a Pier Paolo Pasolini - e, passato alla CBS, Terra di nessuno (1987), contenente, fra le altre, Mimì sarà.
Il 26 giugno 1989 allo Stadio Braglia di Modena De Gregori partecipa a un concerto insieme a Joan Baez e Tracy Chapman in favore di un fondo costituito dalla Regione Emilia-Romagna per la costruzione di un ospedale in Armenia in cui De Gregori e la Baez hanno cantato assieme anche The Boxer, di Simon & Garfunkel.
Nonostante le delusioni politiche dovute alla caduta del comunismo e alla crisi del PCI, il suo partito, l'impegno politico e sociale di De Gregori sembrano farsi ancora più radicati: in Mira Mare 19.4.89 (il titolo coincide con la data di uscita dell'album), un lavoro che tiene insieme l'impegno civile e la poesia, la cronaca e la letteratura, De Gregori parla di mafia, droga, aborto; "Non voglio trovare antidoti" dice "ma solo lanciare un allarme".
(Francesco De Gregori, Bambini Venite Parvulos, 1989)
Questi ultimi due album ottengono la Targa Tenco come migliori dischi nei rispettivi anni. A questo periodo risale anche l'inizio della collaborazione con Zucchero Fornaciari, per il quale scrive il testo del brano Diamante, contenuto in Oro, incenso e birra del 1989.

### Gli anni novanta

#### I primi album live,Canzoni d'amoreeIl bandito e il campione

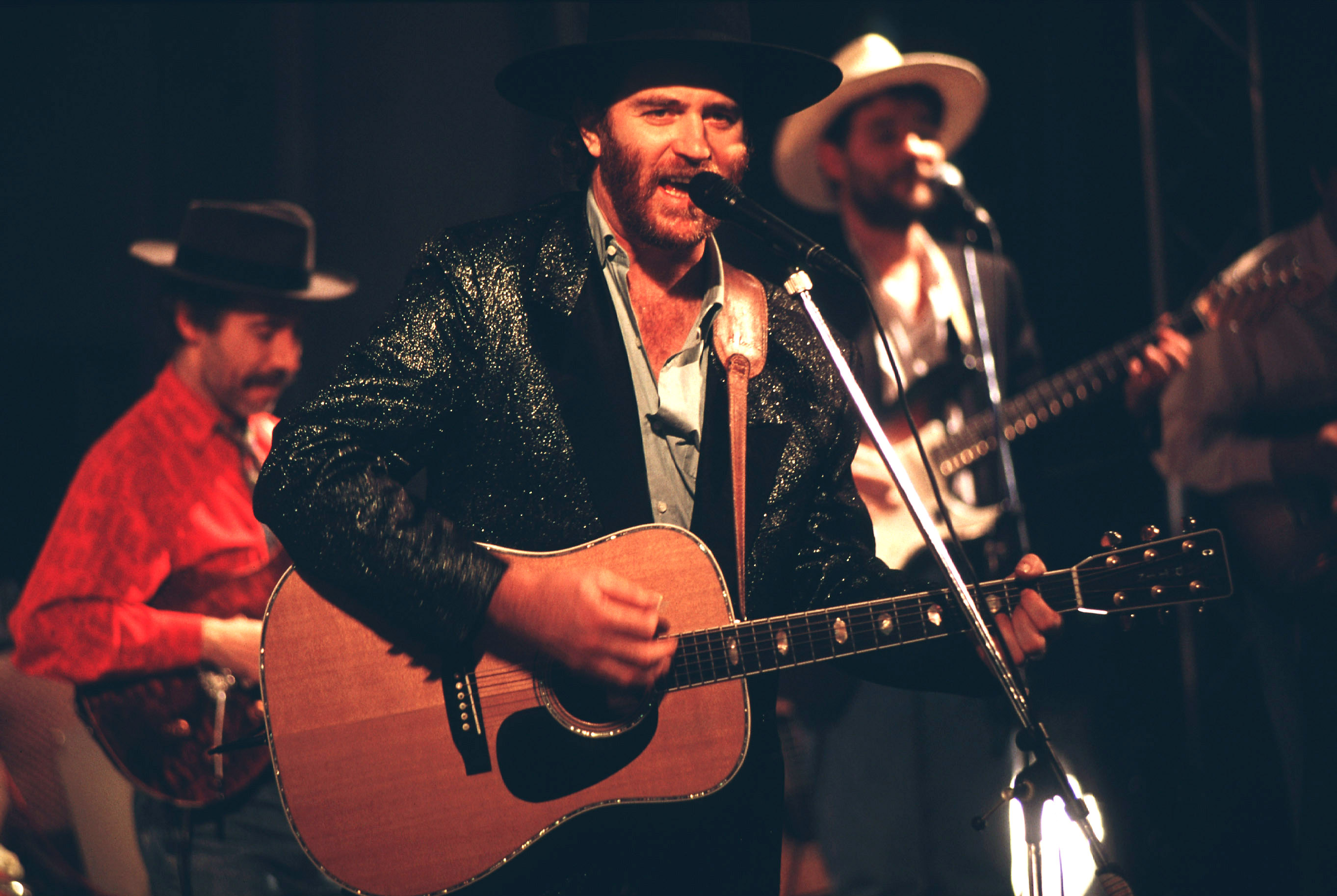
De Gregori in concerto nei primi anni '90

Nel 1990 la nuova casa discografica pubblica contemporaneamente tre album dal vivo con registrazioni risalenti al biennio precedente: Catcher in the Sky, Niente da capire e Musica leggera. Due anni dopo esce un nuovo disco di studio Canzoni d'amore, che, nonostante il titolo, contiene solo una canzone, Bellamore, strettamente legata al concetto di amore verso una donna; in realtà quasi tutte le canzoni si riferiscono alla propria patria. Tutto più chiaro che qui è una canzone dedicata a suo padre.
Nel 1993 De Gregori pubblica un altro live, Il bandito e il campione, comprendente l'omonimo brano, scritto dal fratello Luigi Grechi, unico inedito in studio, e due cover, Vita spericolata di Vasco Rossi e Sfiorisci bel fiore di Enzo Jannacci; a questo segue un ulteriore live, Bootleg, in cui incide per la prima volta Mannaggia alla musica e in cui omaggia Lucio Dalla, cantando la sua Anidride solforosa in duo con Angela Baraldi (che all'epoca apriva i concerti del cantautore). Il bandito e il campione è un successo e l'album vende centinaia di migliaia di copie, trascinato dalla title-track da cui prenderà spunto anche la Rai nella sua fiction La leggenda del bandito e del campione. In seguito De Gregori dirà riguardo a suo fratello: "In verità volevo fare un favore a mio fratello, ma il favore l'ha fatto lui a me".
(Francesco De Gregori, 1993)
Nel 1994 De Gregori ha partecipato come session man alla prima puntata del varietà di Serena Dandini e Corrado Guzzanti Tunnel, senza che fosse svelata la sua vera identità, salvo essere accreditato nei titoli di coda della trasmissione.
Nel 1995 collabora nuovamente con Zucchero Fornaciari scrivendo il testo della canzone Pane e sale inclusa nell'album Spirito DiVino.

#### La svolta diPrendere e lasciare

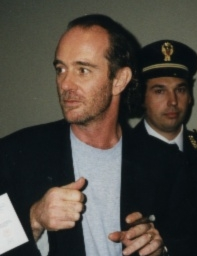
Francesco De Gregori nel 1997 al Salone della musica di Torino

Nel 1996, dopo quattro anni dall'ultima pubblicazione di inediti, De Gregori pubblica Prendere e lasciare, con gli arrangiamenti curati da Corrado Rustici. Questo fu un album abbastanza sfortunato, non tanto per il successo (che fu comunque buono) ma soprattutto perché fu vittima di svariate critiche ed eventi collaterali, come il caso nato da Prendi questa mano zingara. Prendere e lasciare segnò una definitiva svolta di De Gregori verso la musica rock (già accennata con Canzoni d'amore) e venne criticato anche dalla Chiesa per il singolo L'agnello di Dio, accusando De Gregori di servirsi di Dio come strumento per fare mercato.
L'anno seguente l'artista romano pubblica il doppio live La valigia dell'attore, da cui è tratto il brano omonimo (uno dei tre inediti di studio del disco, assieme a Dammi da mangiare e a Non dirle che non è così, cover di If You See Her, Say Hello di Bob Dylan). La valigia dell'attore si aggiudicherà nel 1998 la Targa Tenco come miglior canzone dell'anno e Non dirle che non è così verrà inserita in un disco di cover internazionali di canzoni dello stesso Bob Dylan.
La notte di capodanno tra il 1997 e il 1998 De Gregori è protagonista di un concerto assieme all'amico Lucio Dalla andato in onda su Rai Uno in diretta da Piazza dell'Unità ad Assisi, in cui Dalla apre il concerto cantando La donna cannone del cantante romano mentre De Gregori canta Tutta la vita di Dalla con un arrangiamento "rollingstoniano". Il concerto è chiuso dai due che insieme cantano Cosa sarà.

### Il nuovo millennio

#### Amore nel pomeriggioe le collaborazioni di 2002 e 2003
Nel 2001 De Gregori pubblica Amore nel pomeriggio, in cui collaborano agli arrangiamenti artisti quali Franco Battiato (per Il cuoco di Salò) e Nicola Piovani (per Natale di seconda mano). Il disco ottiene la Targa Tenco come miglior opera dell'anno a pari merito con Canzoni a manovella di Vinicio Capossela. Il 28 dicembre 2001 è ospite allo show di Ron su Rai Due in cui canta Battere e levare. Nel 2002 intraprende un'importante tournée a quattro con Ron, ritrovato dopo più di 20 anni, Fiorella Mannoia e Pino Daniele, esibendosi con ottimi riscontri di pubblico e critica nei più bei luoghi italiani. Da questi concerti sarà ricavato il doppio album live In tour. Conclusa questa esperienza, sempre nel 2002 pubblica insieme a Giovanna Marini un disco di canti popolari e sociali italiani, Il fischio del vapore, ottenendo una inaspettata affermazione di vendite e la Targa Tenco nella categoria interpreti.
Nel 2003 viene pubblicata la biografia Quello che non so, lo so cantare, edita da Giunti e scritta da Enrico Deregibus.
Sempre nel 2003, De Gregori partecipa al film di Bob Dylan Masked and anonymous, in cui canta la già citata cover Non dirle che non è così. Nelle note illustrative della colonna sonora di Masked and anonymous, Dylan lo definisce "la leggenda della musica leggera italiana". Nello stesso anno De Gregori scrive il testo di Io e mio fratello, su musica di Antonello Venditti, i due amici/nemici la cantano insieme. La canzone finisce nel disco di Venditti Che fantastica storia è la vita. Il 1º maggio partecipa per la prima volta al Concerto del Primo Maggio. Il 12 novembre 2004 esce Parole e canzoni (libro più DVD), curato da Vincenzo Mollica per Einaudi Stile Libero, che raccoglie l'opera del cantautore dai 20 ai 50 anni.

#### Pezzie i lunghi tour di concerti
Il cantautore romano ritorna nel marzo 2005 con un album di inediti, Pezzi, che si aggiudica nuovamente la Targa Tenco come miglior album dell'anno, mentre Gambadilegno a Parigi viene votata come miglior canzone dell'anno dai lettori del quotidiano La Stampa. La promozione dell'album riporta De Gregori sulla scena: partecipa infatti per la prima volta al Festivalbar e a Top of the Pops, esibendosi anche al Concerto del Primo Maggio. Pezzi, considerato uno degli album di De Gregori più vicini allo stile di Bob Dylan, è il 26º disco più venduto in Italia nel 2005.
Il 2 luglio 2005 ha l'onore di essere il primo musicista di tutto il mondo a iniziare il Live8. Infatti, per il fuso orario italiano, l'inizio della manifestazione avrebbe dovuto essere alle 15, ma a De Gregori viene concesso di iniziare un quarto d'ora prima. Il cantante romano apre la manifestazione in diretta mondiale con L'agnello di Dio, seguito da La donna cannone; infine chiude la sua esibizione cantando una versione riarrangiata de La storia.

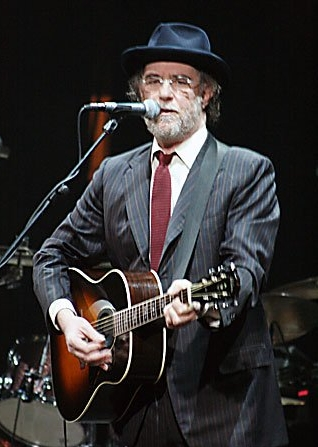
Francesco De Gregori nel marzo del 2008

Nel febbraio 2006, a soli undici mesi dall'uscita di Pezzi, tempo molto breve per gli standard dell'autore, De Gregori pubblica un nuovo album, Calypsos, con nove brani inediti, dalle sonorità più dolci e melodiche rispetto a quelle contenute negli ultimi album, che invece erano tutti orientati verso il rock con suoni più duri; tornano anche le canzoni d'amore, con tonalità raccolte, simili ai suoni dei primi anni, il De Gregori morbido e riflessivo da sentire in poltrona. Tra queste Cardiologia (brano in cui, a più di 30 anni di distanza da Pezzi di vetro, il cantautore torna a usare la frase "Ti amo") e Per le strade di Roma, un ritratto impietoso della Roma del terzo millennio, archetipo dell'Italia dei nostri tempi, che molti vedono come ispirato a Streets of Philadelphia, pubblicato nel 1994 da Bruce Springsteen. Il titolo del cd prende il nome dalla dea Calipso, la ninfa del mare che, per amore, trattenne Ulisse nell'isola di Ogigia per sette anni. Un nome dal profumo esotico e misterioso, quello della ninfa, che ricorda le sonorità raccolte, acustiche e tenere delle nuove canzoni.
Nel novembre del 2006 la Sony pubblica una tripla antologia che raccoglie i suoi brani più rappresentativi e che contiene, oltre alla celebre Diamante (pezzo scritto per Zucchero Fornaciari e incluso nel suo album Oro, incenso e birra), un demo del 1979 di Mannaggia alla musica, scritta originariamente per Ron e già presente in versione live nell'album Bootleg, e il b-side del singolo Viva l'Italia, la celebre Banana Republic, cantata in studio, senza Lucio Dalla. Il 6 novembre 2006 il suo concerto all'Alcatraz di Milano è organizzato e trasmesso in televisione da All Music.
Nell'autunno 2007 esce un nuovo CD-DVD live dal titolo Left & Right - Documenti dal vivo che racconta per suoni e immagini il tour invernale portato in giro per gli stadi italiani. Tra la fine del 2007 e i primi mesi del 2008 De Gregori è in tour teatrale. Nel corso dello spettacolo sono proposte due nuove canzoni: Finestre rotte, un rock-blues molto vibrato, Celebrazione e Per brevità chiamato artista, titolo ripreso dalla definizione legale presente sul suo primo contratto firmato con la IT, che sono contenute nell'album Per brevità chiamato artista, pubblicato il 23 maggio e presentato il giorno successivo nella trasmissione Che tempo che fa, condotta da Fabio Fazio su Rai 3.
Sempre nel 2008 il cantautore Mango incide una reinterpretazione de La donna cannone nel suo album Acchiappanuvole. Il 30 settembre 2010 a Lampedusa sul palco della manifestazione O' Scià si esibisce sulla spiaggia della Guitgia a Lampedusa da solo alla chitarra o al pianoforte con alcuni famosi brani come La donna cannone, Generale, La storia e Rimmel, cantata insieme a Claudio Baglioni. I due cantautori, coetanei ed entrambi romani, un tempo amici e compagni di viaggio, non avevano mai duettato sullo stesso palco in quarant'anni di carriera.

### Work in Progresse la"seconda giovinezza"degli anni 2010
Dalla fine del primo decennio degli anni duemila per De Gregori comincia un periodo di ringiovanimento all'insegna del ritorno alle sue origini: la collaborazione con Lucio Dalla, il tour nei piccoli locali, un disco dalle sonorità nuove e le molte partecipazioni a trasmissioni radiofoniche e televisive e ad album di altri cantanti. Il De Gregori di oggi è il musicista adulto che canta e scrive "del bene e del male di vivere" con sorprendente serenità così come nel docufilm Finestre rotte di Stefano Pistolini girato durante l'estate 2011 e pubblicato nel 2012 in cui il cantante, un tempo schivo e riservato, si lascia riprendere in molti momenti personali che talvolta non hanno a che vedere con il mondo musicale a cui appartiene.

#### La nuova collaborazione con Dalla

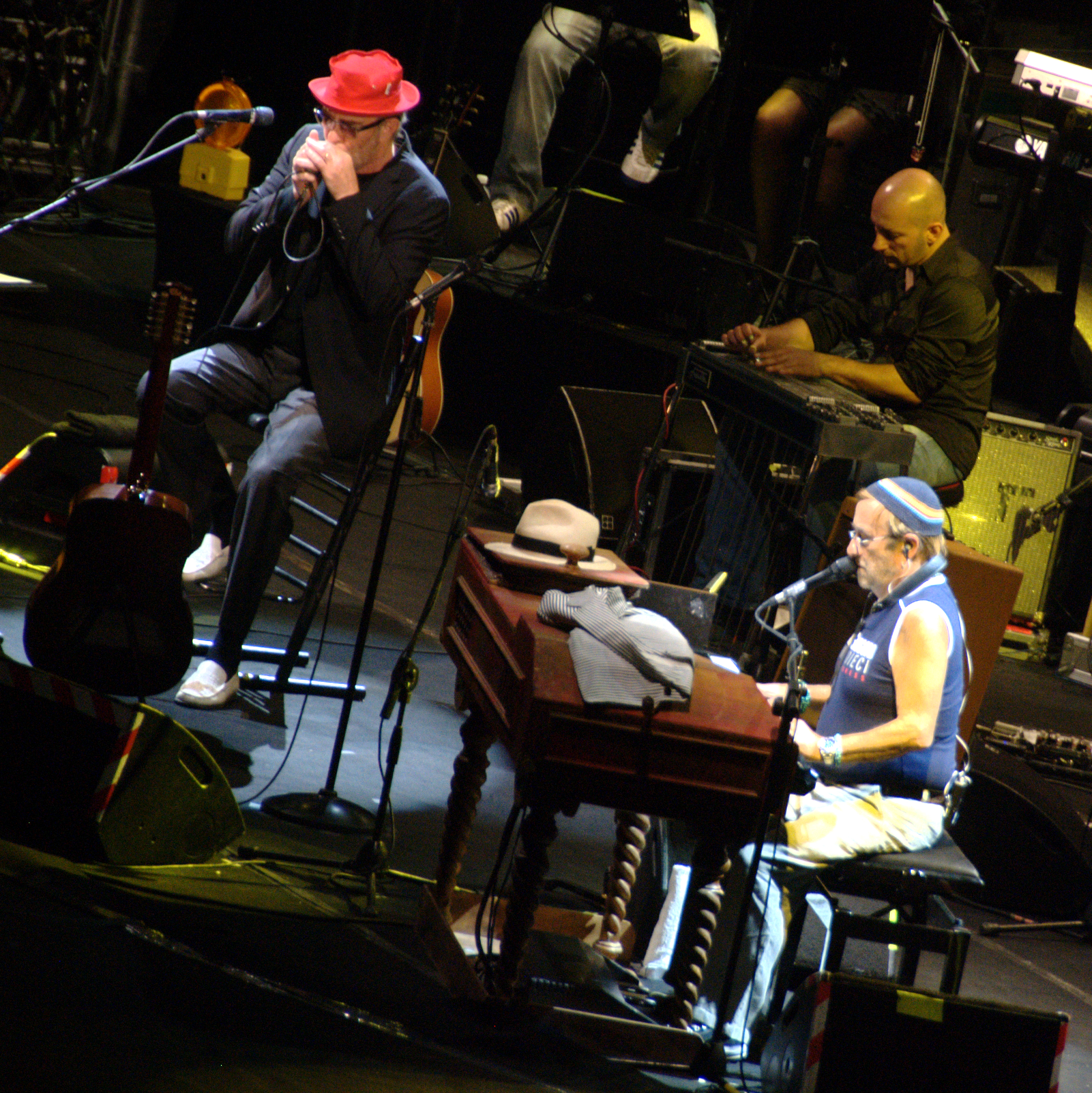
Dalla e De Gregori al PalaFabris di Padova (ottobre 2010)

Il 2010 si apre con la notizia (data proprio il 2 gennaio) di un nuovo concerto insieme di Francesco De Gregori con Lucio Dalla, a oltre trent'anni dai fasti di Banana Republic, al Vox Club di Nonantola, con la denominazione Work in progress. In realtà, Dalla già da tempo nutriva il desiderio di tornare a cantare con l'amico e collega romano, e nel 2009, a Repubblica Radio TV, alla domanda sulla possibilità di un loro riavvicinamento si era detto del tutto favorevole.
Il concerto, che in breve tempo diventa tutto esaurito in prevendita apre un'altra serie di concerti insieme che vengono annunciati proprio in occasione della data di Nonantola, in programma nel maggio successivo a Milano e Roma, cinque date di fila per ogni città sempre sold-out; nel corso della serata i due presentano, oltre alle canzoni note, un inedito intitolato Non basta saper cantare e annunciano l'uscita, in occasione del tour, di un prossimo album condiviso, sempre intitolato Work in Progress con ventinove tracce che raccontano l'intera storia musicale dei due cantautori. Nell'album sono contenuti anche tre inediti: Non basta saper cantare, Gran turismo e Gigolò, canzone originariamente scritta da Julius Brammer e tradotta in italiano dai due artisti. Non compare in scaletta Ma come fanno i marinai, canzone simbolo del precedente tour, che è inizialmente riproposta dal duo al Vox Club di Nonantola. La decisione di non cantare più il brano è del tutto simbolica, in quanto l'intento dei due artisti, lungi dall'effettuare qualsiasi operazione nostalgica, non è quello di riproporre semplicemente il vecchio tour, bensì di riscrivere "ex novo", un'altra significativa pagina della loro carriera.
Il 24 giugno del 2009, a trent'anni esatti dalla loro prima tappa di Banana Republic, durante il concerto di Dalla a piazza Castello di Solferino, per celebrare il centocinquantesimo anniversario della fondazione della croce rossa, si era presentato sul palco Francesco De Gregori, che dopo aver cantato alcune canzoni aveva duettato con l'amico cantando Santa Lucia. La scelta di cantare assieme Santa Lucia forse non è casuale. Dalla, infatti, nello stesso concerto di Nonantola e in seguito durante il programma Due, ha affermato che Santa Lucia è la canzone di De Gregori da lui preferita e senza dubbio una delle più belle canzoni del dopoguerra, ricordando di essersi commosso durante il suo primo ascolto, e, siccome in quel mentre stava guidando da solo in autostrada, dovette accostare per metabolizzare l'emozione. Tale duetto sarà prodromico alla loro futura e nuova collaborazione.
Il 22 marzo 2010 Dalla e De Gregori conducono la nuova trasmissione televisiva di Rai 2, intitolata Due, durante la quale si esibiscono singolarmente e in duetto, tra cover e brani dei loro repertori. Il Work in Progress Tour ha ufficialmente inizio nella primavera dello stesso anno e fa tappa non più negli stadi, come trent'anni prima, ma nelle piazze e nei luoghi di tutta Italia. Esso continuerà per tutto il 2010 e buona parte del 2011 con oltre 100 date quasi sempre sold-out.
Il 1º maggio 2011 il duo suona al Concerto del Primo Maggio a Roma come degna cornice del tour ed è punta di diamante dell'evento tanto da avere uno spazio di tempo il doppio più lungo di quelli per altri artisti. Saliranno sul palco, condividendo per l'ultima volta le proprie canzoni, la sera del 20 maggio 2011 a Saint Vincent, atto conclusivo di un tour durato, eccezionalmente, per più di un anno.

#### Collaborazioni eSulla strada
Ad aprile 2012 De Gregori pubblica l'album dal vivo Pubs and Clubs - Live @ the Place, uscito inizialmente su iTunes e registrato durante il concerto tenuto il 15 dicembre 2011 presso il The Place di Roma, trasmesso in streaming su YouTube e seguito da circa 10 000 persone. Successivamente esce un altro album dal vivo, Vola vola vola, contenente registrazioni di musiche e canti popolari realizzati con Ambrogio Sparagna in cui nei brani Ipercarmela e Santa Lucia duetta con Maria Nazionale, celebre cantante napoletana.
Il 31 luglio, attraverso l'esclusiva sezione Dock of the Bay del sito web dell'artista, è apparso un video musicale del brano Sulla Strada, singolo apripista del diciannovesimo album in studio di De Gregori; ad ottobre viene pubblicato l'album Angeli e fantasmi del fratello Luigi Grechi, in cui De Gregori suona l'armonica a bocca in Senza regole; è inoltre presente un brano composto da De Gregori, La strada è fiorita.
Nel mese di novembre 2012 pubblica il diciannovesimo album in studio Sulla strada, contenente nove brani, tra cui due duetti con Malika Ayane (Ragazza del '95 e Omero al Cantagiro) e altri due brani con la partecipazione di Nicola Piovani, che scrive gli archi e dirige l'orchestra in Passo d'uomo e Guarda che non sono io. Il disco a marzo 2013 è certificato disco d'oro dalla FIMI per le oltre 30 000 copie vendute.

#### 2013-2014
Nel 2012 alla Mostra del cinema di Venezia viene presentato alle Giornate degli Autori un film-documentario diretto da Stefano Pistolini intitolato Finestre Rotte sul De Gregori attuale, non biografico, attraverso un'estate di concerti come quella 2011 e una serie di conversazioni ai quattro angoli dell'Italia. Tra i colleghi musicisti che compaiono nel film, oltre ai fedelissimi Ambrogio Sparagna e Giovanna Marini, anche Cristina Donà e Vasco Brondi (in arte Le luci della centrale elettrica), che avevano suonato con De Gregori sul palco del Traffic Festival di Torino dell'anno precedente davanti a circa 50 000 persone.
(Stefano Pistolini, 2012)
Tra il 2012 e il 2013 il cantante si cimenta nella conduzione di alcuni programmi radiofonici. Il 12 dicembre 2012 De Gregori si trasforma per un giorno nel direttore di Radio Capital, selezionando la programmazione musicale, conducendo interviste sugli argomenti più svariati e cantando alcune canzoni accompagnato da chitarra e mandolino. Dal 7 all'11 gennaio 2013 De Gregori è invece conduttore d'eccezione per una settimana del programma radiofonico Hollywood Party in onda su Radio Tre in coppia con Steve Della Casa.
Il 2 febbraio 2013 De Gregori inaugura una nuova e inaspettata collaborazione esibendosi al Palais Saint-Vincent con il gruppo valdostano L'Orage e proponendo al pubblico una rilettura in chiave folk-rock di una dozzina dei suoi brani. Il 20 dello stesso mese la casa editrice Emons lancia prodotto un audiolibro del romanzo Cuore di tenebra di Joseph Conrad, letto dall'artista.
Il 4 aprile 2013 durante il "De Gregori Day" in occasione del suo sessantaduesimo compleanno, De Gregori è ospite al Circolo dei Lettori di Torino in compagnia di Steve Della Casa e Gabriele Ferraris dove presenta in diretta streaming Sulla Strada – Photo Edition comprendente anche i testi dell'ultimo album Sulla strada e la nuova raccolta intitolata Oggi disponibile solo su iTunes che raggiunge presto le prime posizioni degli album più venduti. Il 28 maggio 2013 De Gregori apre la Partita del cuore cantando allo Juventus Stadium Ragazza del '95, tratta dall'ultimo album Sulla strada. La stessa canzone viene cantata il 3 giugno 2013 al Foro Italico di Roma in occasione dei Wind Music Awards 2013 trasmessi su Rai Uno durante i quali De Gregori viene premiato per le oltre 30 000 copie vendute dell'ultimo album. Infine il 13 giugno 2013 sul canale YouTube del cantautore romano esce il video ufficiale di Ragazza del '95 in una versione leggermente diversa da quella contenuta in Sulla strada, senza l'apporto di Malika Ayane. Il 30 giugno Francesco partecipa anche al Summer Festival 2013 in Piazza del Popolo a Roma mentre continua il suo tour estivo per tutta la penisola.
Nel 2013 TV Sorrisi e Canzoni ripubblica come Storytelling i 7 album e 2 DVD usciti tra il 2002 e il 2013, con Sulla strada in versione deluxe e 9 brani inediti in download dal sito ufficiale del cantautore romano volti a comporre l'album inedito Unplugged 2.0. Dopo aver annunciato un periodo di allontanamento temporaneo dalle scene, tra il 2013 e il 2014 De Gregori è ospite di diversi programmi in televisione: il 15 dicembre è ospite alla trasmissione condotta da Fabio Fazio Che tempo che fa in cui canta Titanic, Falso movimento, Finestre rotte e Rimmel, mentre l'11 gennaio è il primo ospite del nuovo programma denominato Sogno e son desto, condotto da Massimo Ranieri, con cui duetta in La valigia dell'attore e in Viva l'Italia dopo che questo l'ha introdotto cantando La leva calcistica della classe '68.
Il 27 febbraio 2014 De Gregori riceve il LA Italia - Excellence Award da Steven Zaillian e da Siedah Garrett al Chinese Theatre di Hollywood, in cui si esibisce accompagnato dal suo chitarrista Paolo Giovenchi dopo la proiezione del docufilm sul cantante denominato Finestre rotte di Stefano Pistolini e del web-movie Dress Rehearsal Backstage di Niccolò Bello. In un'intervista inoltre il cantautore afferma di aver apprezzato molto il film di Paolo Sorrentino in corsa per l'Oscar al miglior film straniero La grande bellezza e di stare lavorando a un disco con venti pezzi vecchi ricantati e risuonati. A maggio, ad anticipare l'uscita del nuovo album, esce in prevendita sul sito del cantautore il libro "Guarda che non sono io", racconto fotografico di 40 anni di carriera del cantautore.
(Francesco De Gregori, premessa al volume)

#### Il ritorno in scena
Dopo un anno di lontananza dal pubblico, il 12 settembre 2014 esce nelle radio Alice (cantata assieme a Luciano Ligabue), singolo ad anticipare Vivavoce, nuovo album in uscita il 12 novembre con 28 pezzi rivisitati. Il video ufficiale della radio era già andato in onda in televisione qualche giorno prima durante uno speciale sul rocker di Correggio, preceduto da un'intervista ai due. Inoltre vengono annunciati un tour europeo a novembre e nuove date a primavera nei palasport e nei teatri italiani a formare il Vivavoce Tour.
Contemporaneamente alla pubblicazione in radio de La donna cannone, secondo singolo estratto dal nuovo album, il 10 novembre viene pubblicato Vivavoce, presentato al pubblico e alla stampa in una puntata speciale di The Flight alla radio RTL 102.5. Per la promozione dell'album, il cantante sceglie un Instore Tour per le librerie Feltrinelli, accompagnato da famosi ospiti (Giorgio Panariello a Milano, Checco Zalone a Bari, Nino D'Angelo a Napoli, Mario Sconcerti a Firenze e molti altri), le cui date sono intervallate dai concerti di un contemporaneo tour europeo e da un fitto calendario di partecipazioni a programmi radiofonici e televisivi come X Factor.
A dicembre De Gregori firma la colonna sonora del nuovo film Sei mai stata sulla Luna? di Paolo Genovese che l'estate successiva gli vale un Nastro d'argento e una candidatura ai David di Donatello, mentre poco tempo dopo tiene un concerto sotto la neve la notte di capodanno a Cosenza dall'1 alle 3 di notte. L'11 marzo 2015, pochi giorni prima dell'inizio del Vivavoce Tour la casa editrice Emons pubblica un altro audiolibro con la voce del cantautore romano cioè la lettura di America, di Franz Kafka.
Il tour prosegue tutto l'anno, portando De Gregori a duettare tra gli altri anche con Luciano Ligabue nella tappa di Milano al Forum di Assago in ordine in Non dovete badare al cantante, Atlantide, Alice e Il muro del suono, a Roma in piazza del Campidoglio in Viva l'Italia in occasione delle commemorazioni per il 25 aprile e all'Arena di Verona, e ad aprire il concerto di Bob Dylan il primo luglio a Lucca. Il tour si chiude il 22 settembre con un concerto-evento sold out in prevendita all'Arena di Verona denominato Rimmel2015 in cui viene ricantato davanti a 13 000 persone interamente Rimmel per festeggiare i 40 anni dell'album insieme a molti importanti ospiti tra cui Luciano Ligabue, Checco Zalone, Fedez, Elisa, Malika Ayane, L'Orage, Fausto Leali, Renzo Zenobi e Giuliano Sangiorgi.
Nel frattempo, in estate, annuncia un nuovo disco di traduzioni di canzoni di Bob Dylan, intitolato De Gregori canta Bob Dylan - Amore e furto che viene pubblicato il 30 ottobre. Da esso sono estratti i singoli Un angioletto come te, uscito il 2 ottobre, Mondo politico, uscito l'8 gennaio 2016, e Come il giorno, uscito il 25 marzo 2016. Nella primavera di quest'ultimo anno De Gregori intraprende il tour Amore e furto Tour, che lo vede esibirsi nei club e teatri d'Italia. Durante l'ultima tappa del tour a Taormina registra il disco dal vivo Sotto il vulcano, uscito nel 2017.
Nel marzo 2016 partecipa al nuovo album di duetti di Ron, La forza di dire sì, in cui De Gregori canta con il collega il brano I ragazzi italiani, scritta nel 1979 dal cantautore insieme a Lucio Dalla e allo stesso Ron; nello stesso anno partecipato come cantante agli album di Enzo Avitabile, Fausto Leali ed Edoardo De Angelis, di cui produce Il cantautore necessario cantando in La casa in riva al mare di Lucio Dalla.
Il 2 dicembre 2016 esce Backpack, cofanetto che riunisce 32 suoi dischi accompagnati da un libro scritto da Enrico Deregibus, mentre nel 2017 è la volta di un nuovo disco dal vivo, Sotto il vulcano.
Trascorre la prima parte del 2017 lontano dalle scene, fino alla programmazione in autunno di una serie di concerti in Europa e Stati Uniti tra alcuni dei più rinomati luoghi mondiali, tra cui il Bataclan di Parigi, lo Shepherd's Bush Empire di Londra per la seconda volta a distanza di qualche anno e la Town Hall di New York, per la prima volta oltreoceano per un concerto proprio in oltre quaranta anni di carriera; il tutto accompagnato da una formazione inedita mai realmente provata se non in qualche piccolo concerto nazionale precedente al tour, in cui spicca l'assenza totale della batteria e di molti altri strumenti. Tale inedita formazione viene proposta anche al pubblico nazionale durante il tour estivo del 2018. Dal tour internazionale viene ricavato un film documentario dal titolo Vero dal vivo. Nel frattempo De Gregori partecipa all'album di inediti Diari aperti di Elisa duettando con la cantante friulana in Quelli che restano, brano interamente scritto e composto dalla cantautrice di Monfalcone e uscito il 14 settembre 2018, e prende parte al concerto-evento dell’amico Antonello Venditti all'Arena di Verona, celebrativo dei 40 anni dell'album Sotto il segno dei pesci del cantante romano.
Nel 2019 torna a collaborare con Zucchero Fornaciari nell'album D.O.C. nel brano Tempo al tempo.
Il 10 dicembre 2021 pubblica in duetto con Gianna Nannini la cover di Diamante, scritto originariamente dallo stesso De Gregori ed incisa da Fornaciari.
A marzo 2022 pubblica con Antonello Venditti il 45 giri Generale/Ricordati di me; nell'estate è impegnato in un tour sempre insieme a Venditti in tutta Italia, aperto da un concerto evento allo stadio Olimpico di Roma il 18 giugno. Il successo di questo Tour porta gli organizzatori a proseguire il sodalizio live Venditti/De Gregori anche nel 2023, dove i due tengono nuove date da giugno a settembre in numerosi teatri e location all'aperto, tra cui l'irrinunciabile Arena di Verona il 21 settembre.
Il 15 dicembre 2023 esce l'album live Il concerto Live che contiene una selezione di 17 brani, registrati in presa diretta durante varie date, che anticipa la chiusura del tour fissata al Palazzo dello Sport di Roma il 23 dicembre dello stesso anno (ultima data della sessione invernale chiamata "Venditti e De Gregori - Gran Finale").
Il 12 marzo 2024 viene annunciata la pubblicazione del nuovo album, Pastiche, realizzato in coppia con Checco Zalone, di cui viene resa nota la scaletta con nuove versioni di vecchi brani, cover dal repertorio di Paolo Conte, Antonello Venditti e Pino Daniele e un inedito.

### Altre attività
Nel 2003 ha preso parte come attore al primo film di Franco Battiato, Perdutoamor.
Ha condotto per tre volte, nel 2013, nel 2015 e nel 2016, il programma di cinema Hollywood Party su Rai-radio3 in coppia con Steve Della Casa.

## Vita privata
Ha un fratello maggiore, Luigi, anch'egli cantautore, con il quale ha avuto saltuarie collaborazioni professionali.
De Gregori possiede una piccola azienda a Spello, in provincia di Perugia, gestita dalla moglie Alessandra Francesca Gobbi fino alla sua morte, che produce un olio etichettato "le Palombe" che alla quinta edizione del concorso "Premio Biol" - Città di Andria si è piazzato al quinto posto della classifica finale.

## Opinioni
Nell'intervista pubblicata il 31 luglio 2013 sul Corriere della Sera, afferma di aver votato Mario Monti alla Camera e Pier Luigi Bersani al Senato nelle precedenti elezioni politiche.
Pur essendosi sempre dichiarato di sinistra, Francesco De Gregori ha sempre avuto grande stima anche per i Radicali e in particolare per Marco Pannella. Proprio a Pannella si riferisce la canzone Il signor Hood, contenuta in Rimmel, dove spicca il sottotitolo "A M. con autonomia".
Nel gennaio 2003 ha vinto una causa contro Vittorio Feltri e Paolo Giordano per un articolo scritto nel 1997 su Il Giornale.
Tra le canzoni che De Gregori ha ammesso che avrebbe voluto scrivere figurano Vita Spericolata di Vasco Rossi e Stairway to Heaven dei Led Zeppelin.

## Discografia

### Album in studio
- 1972 – Theorius Campus (con Antonello Venditti)  (IT Records)
- 1973 – Alice non lo sa  (RCA)
- 1974 – Francesco De Gregori (RCA)
- 1975 – Rimmel (RCA)
- 1976 – Bufalo Bill  (RCA)
- 1978 – De Gregori (RCA)
- 1979 – Viva l'Italia (RCA)
- 1982 – Titanic  (RCA)
- 1985 – Scacchi e tarocchi (CBS)
- 1987 – Terra di nessuno  (CBS)
- 1989 – Mira Mare 19.4.89 (CBS)
- 1992 – Canzoni d'amore  (CBS)
- 1996 – Prendere e lasciare (CBS)
- 2001 – Amore nel pomeriggio (CBS)
- 2002 – Il fischio del vapore (con Giovanna Marini)  (CBS)
- 2005 – Pezzi (Caravan)
- 2006 – Calypsos (Caravan)
- 2008 – Per brevità chiamato artista  (Caravan)
- 2012 – Sulla strada  (Caravan)
- 2014 – Vivavoce (Caravan)
- 2015 – De Gregori canta Bob Dylan - Amore e furto  (Caravan)
- 2024 - Pastiche (con Checco Zalone)   (Sony Music)

### Album dal vivo
- 1975 – Bologna 2 settembre 1974 (dal vivo) (con Lucio Dalla, Antonello Venditti e Maria Monti)
- 1979 – Banana Republic (con Lucio Dalla)
- 1990 – Catcher in the Sky
- 1990 – Niente da capire
- 1990 – Musica leggera
- 1993 – Il bandito e il campione
- 1994 – Bootleg
- 1997 – La valigia dell'attore
- 2002 – Fuoco amico
- 2002 – In tour (con Pino Daniele, Fiorella Mannoia e Ron)
- 2003 – Mix
- 2007 – Left & Right - Documenti dal vivo
- 2010 – Work in Progress (con Lucio Dalla)
- 2012 – Pubs and Clubs - Live @ the Place
- 2012 – Vola vola vola (con Ambrogio Sparagna e Maria Nazionale)
- 2017 – Sotto il vulcano
- 2023 – Il concerto Live (con Antonello Venditti)

### Raccolte
- 1976 – Il mondo di Francesco De Gregori
- 1979 – Il mondo di Francesco De Gregori vol. 2
- 1979 – Greatest Hits
- 1987 – La nostra storia
- 1992 – All the Best
- 1996 – Le origini
- 1998 – Gli anni settanta
- 1998 – Curve nella memoria
- 1999 – Francesco De Gregori
- 2000 – Le canzoni d'amore: 1973-83
- 2006 – Tra un manifesto e lo specchio
- 2013 – Oggi

## I musicisti
Nel tempo Francesco De Gregori ha portato in tour e lavorato con moltissimi musicisti, tra cui:

### Formazione attuale
- Paolo Giovenchi – chitarra elettrica, acustica e resofonica, cori
- Alessandro Valle – chitarra elettrica e acustica, pedal steel guitar, mandolino, lap steel, autoharp
- Carlo Gaudiello – tastiera, pianoforte, fisarmonica
- Simone Talone – batteria, percussioni
- Primiano Di Biase – organo Hammond, cori
- Guido Guglielminetti – basso elettrico e acustico, contrabbasso, chitarra acustica
- Francesca La Colla - cori

## Riconoscimenti
- 1984: In condivisione con Lucio Dalla, è stato onorato con la denominazione dell'asteroide 6114 Dalla-Degregori.
- 1984: Nomination Migliore colonna sonora al David di Donatello per le musiche di Flirt.
- 1988: Targa Tenco a Terra di nessuno eletto come miglior album dell'anno.
- 1989: Targa Tenco a Mira Mare 19.4.89 eletto come miglior album dell'anno.
- 1991: Premio Sacher d'oro per la colonna sonora di Il muro di gomma, conferito da Nanni Moretti.[100]
- 1992: Nomination Miglior musicista al David di Donatello per le musiche di Il muro di gomma.
- 1998: Targa Tenco a La valigia dell'attore per la miglior canzone dell'anno.
- 2001: Targa Tenco ad Amore nel pomeriggio eletto come miglior album dell'anno (a pari merito con Canzoni a manovella di Vinicio Capossela).
- 2001: Italian Music Award a Il cuoco di Salò per il miglior testo.
- 2003: Targa Tenco a Francesco De Gregori e Giovanna Marini per i migliori interpreti con Il fischio del vapore.
- 2005: Targa Tenco a Pezzi eletto come miglior album dell'anno.
- 2009: Premio Città del diario, assegnato dall'Archivio diaristico nazionale.[101]
- 2013: Wind Music Awards per le 30 000 copie vendute dall'album Sulla strada.
- 2013: Premio Academy Medimex 2013 per il disco Sulla Strada nominato miglior album del 2013.[102]
- 2013, 29 novembre: Premio Vittorio De Sica per la musica popolare contemporanea, presso il Campidoglio di Roma.[103]
- 2014, 27 febbraio: LA Italia - Excellence Award nell'ambito del "IX Los Angeles, Italia - Film, Fashion and Art Fest", presso il TLC Chinese Theatre di Hollywood.[69]
- 2014, 28 dicembre: Capri Music Legend Award consegnato a Capri durante una cerimonia in occasione della 19ª edizione del Capri, Hollywood - The International Film Festival.[104]
- 2015, 11 maggio: Nomination al David di Donatello nella categoria Migliore canzone originale per la canzone Sei mai stata sulla Luna?.
- 2015, 17 maggio: Premio Chiara "Le Parole della Musica", consegnato presso l'aula magna dell'Università degli Studi dell'Insubria di Varese[105].
- 2015, 4 giugno: Wind Music Awards, Premio CD Platino per il disco di platino con l'album Vivavoce.
- 2015, 27 giugno: Nastro d'argento per la migliore canzone originale di Sei mai stata sulla Luna? presso il Teatro antico di Taormina.[106]
- 2015, 28 luglio: Premio Football Leader assegnato dall'Associazione Italiana Allenatori Calcio per i 35 anni della canzone "La leva calcistica della classe '68".[107][108]
- 2016, 17 gennaio: Premio "La Zampogna" "per aver reinterpretato e fatto proprio il repertorio e le sonorità della musica tradizionale", consegnato presso la Chiesa dell'Annunziata di Maranola (Latina).[109]